# Boris Iofan

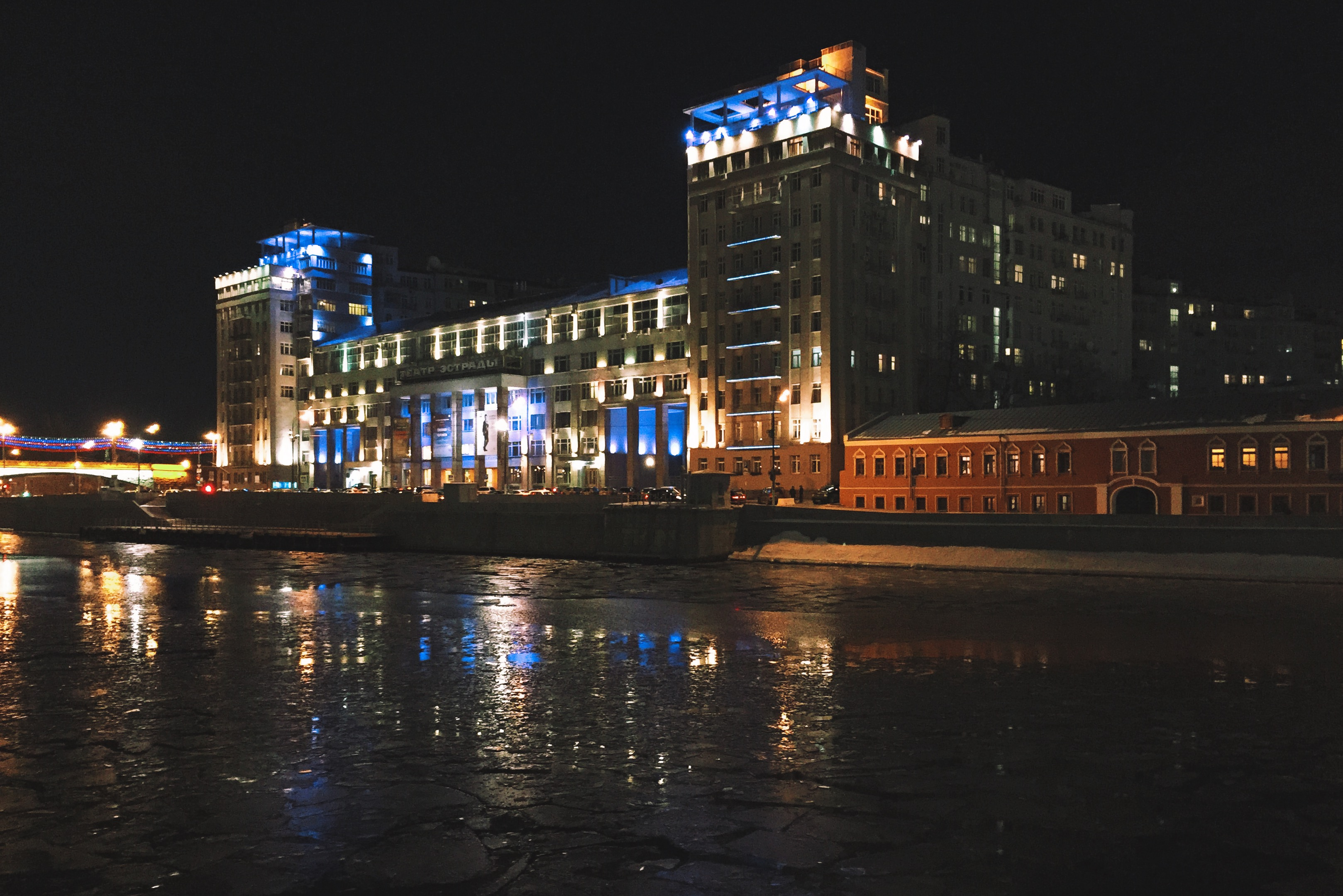
Dom na nadbrzeżu w Moskwie

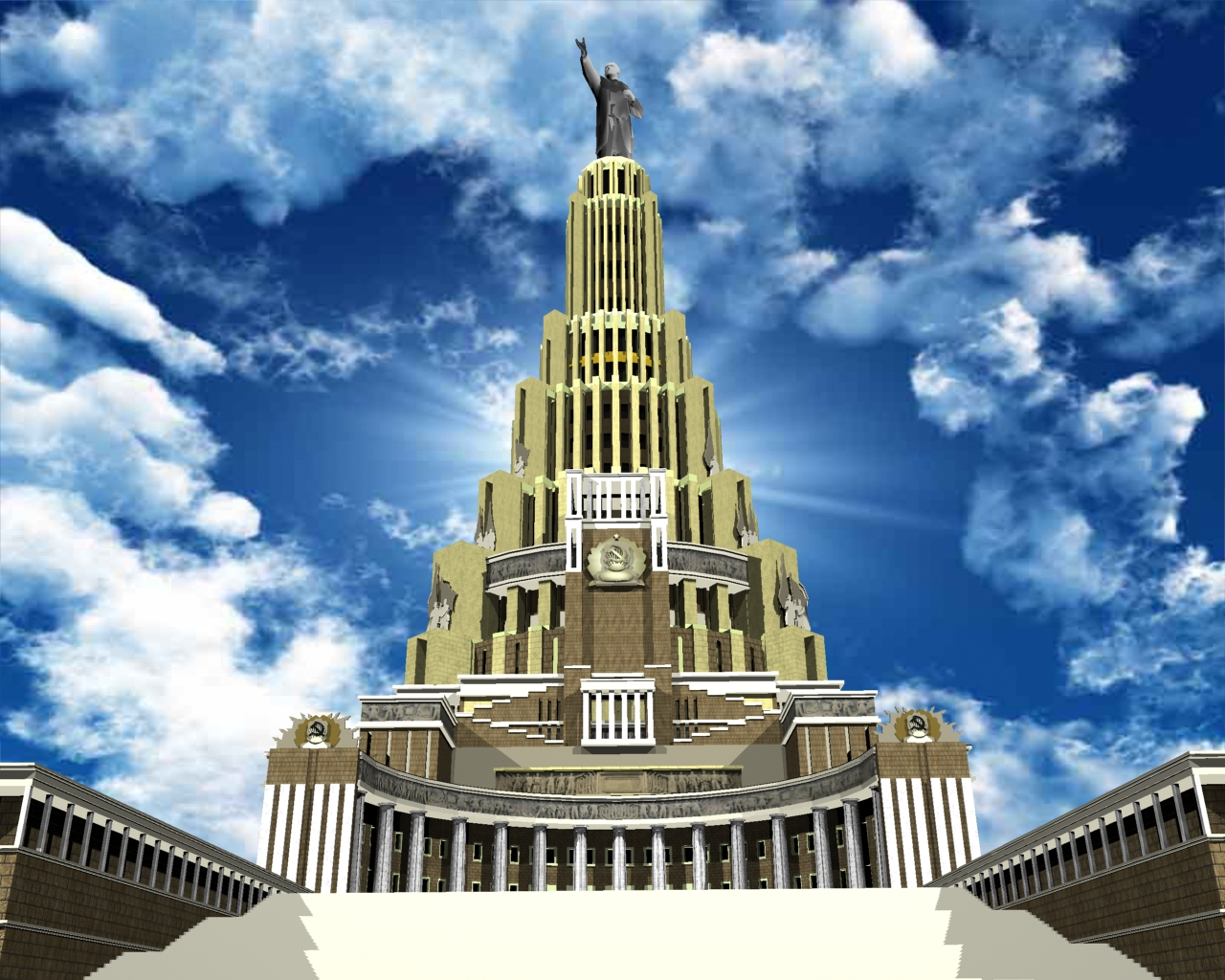
Pałac Rad – wizualizacja

Boris Michajłowicz Iofan (ros. Борис Михайлович Иофан; ur. 16 kwietnia?/28 kwietnia 1891 w Odessie, zm. 11 marca 1976 w Moskwie) – radziecki architekt, laureat Nagrody Stalinowskiej II stopnia (1941), członek KPZR od 1926 roku.
Studiował w Odessie i w Rzymie. Do Rosji powrócił w 1924 roku. 
Zaprojektował sanatorium rządowe w Barwisze (1929) i dom mieszkalny dla Rady Komisarzy Ludowych ZSRR przy ulicy Sierafimowicza, zwany „Domem na nabierieżnoj” (1927–1931). 
Najbardziej znanym projektem Borisa Iofana jest niezrealizowany budynek Pałacu Rad (ros. Дворец Советов), pod budowę którego wyburzono sobór Chrystusa Zbawiciela. Budynek miał mieć wysokość 420 metrów, a na jego szczycie miał stanąć posąg Lenina wysokości 70 metrów. Budynek nie został zrealizowany ze względu na wybuch wojny. Po wojnie wykop fundamentowy wykorzystano na kąpielisko z podgrzewaną wodą. Po upadku ZSRR kąpielisko zlikwidowano i odbudowano cerkiew. 
Boris Iofan zaprojektował pawilon ZSRR na Wystawie Światowej w Paryżu (1937) wraz z rzeźbą „Robotnik i kołchoźnica”  autorstwa Wiery Muchiny.

## Odznaczenia
- Order Lenina
- Order Czerwonego Sztandaru Pracy
- Medal „Za ofiarną pracę w Wielkiej Wojnie Ojczyźnianej 1941–1945”